# Sportverein Babelsberg 1903 2010-2011
Questa voce raccoglie le informazioni riguardanti lo Sportverein Babelsberg 1903 nelle competizioni ufficiali della stagione 2010-2011.

## Stagione
Nella stagione 2010-2011 il Babelsberg, allenato da Dietmar Demuth, concluse il campionato di 3. Liga al 13º posto. In Coppa di Germania il Babelsberg fu eliminato al primo turno dallo Stoccarda.

## Rosa
| N. |                     | Ruolo | Calciatore       |
| -- | ------------------- | ----- | ---------------- |
| 1  | Germania (bandiera) | P     | Marian Unger     |
| 2  | Germania (bandiera) | D     | Marcus Hoffmann  |
| 3  | Germania (bandiera) | D     | Ronny Surma      |
| 5  | Germania (bandiera) | D     | Igor Jovanović   |
| 6  | Germania (bandiera) | C     | Tom Schütz       |
| 7  | Germania (bandiera) | D     | Matthias Rudolph |
| 8  | Germania (bandiera) | C     | Hendrik Hahne    |
| 9  | Germania (bandiera) | A     | Rico Engler      |
| 10 | Germania (bandiera) | C     | Anton Müller     |
| 11 | Turchia (bandiera)  | C     | Guido Koçer      |
| 13 | Germania (bandiera) | P     | Sebastian Rauch  |
| 14 | Libano (bandiera)   | D     | Joan Oumari      |
| 16 | Norvegia (bandiera) | A     | Geir Herrem      |

| N. |                                 | Ruolo | Calciatore          |
| -- | ------------------------------- | ----- | ------------------- |
| 17 | Germania (bandiera)             | C     | Julian Prochnow     |
| 18 | Ucraina (bandiera)              | C     | Anton Makarenko     |
| 19 | Turchia (bandiera)              | C     | Ümit Ergirdi        |
| 20 | Germania (bandiera)             | C     | Süleyman Koç        |
| 21 | Turchia (bandiera)              | D     | Onur Bayram         |
| 22 | Germania (bandiera)             | D     | Kai-Bastian Evers   |
| 23 | Germania (bandiera)             | P     | Daniel Zacher       |
| 25 | Bosnia ed Erzegovina (bandiera) | C     | Almedin Civa        |
| 26 | Germania (bandiera)             | D     | Robert Paul         |
| 27 | Germania (bandiera)             | A     | Dominik Stroh-Engel |
| 31 | Germania (bandiera)             | A     | Nicolas Hebisch     |

## Organigramma societario
Area tecnica
- Allenatore: Dietmar Demuth
- Allenatore in seconda: Jens Härtel
- Preparatore dei portieri: Sebastian Rauch
- Preparatori atletici:

## Calciomercato

### Sessione estiva
| Acquisti | Acquisti            | Acquisti             | Acquisti |
| R.       | Nome                | da                   | Modalità |
| -------- | ------------------- | -------------------- | -------- |
| A        | Rico Engler         | Lokomotive Lipsia    |          |
| D        | Kai-Bastian Evers   | Borussia Dortmund II |          |
| C        | Hendrik Hahne       | Hannover 96          |          |
| D        | Marcus Hoffmann     | Plauen               |          |
| C        | Süleyman Koç        | Türkiyemspor Berlino |          |
| C        | Anton Makarenko     | Reutlingen           |          |
| D        | Robert Paul         | Elversberg           |          |
| C        | Tom Schütz          | Bayern Monaco II     |          |
| A        | Dominik Stroh-Engel | Wehen Wiesbaden      |          |

| Cessioni | Cessioni         | Cessioni        | Cessioni |
| R.       | Nome             | a               | Modalità |
| -------- | ---------------- | --------------- | -------- |
| C        | Felix Dojahn     | Lubecca         |          |
| C        | Rico Eichstädt   | Ludwigsfelder   |          |
| A        | Daniel Frahn     | RB Lipsia       |          |
| C        | Sven Hartwig     | Meppen          |          |
| A        | Erkan Kilicaslan | Berliner AK 07  |          |
| A        | Stefan Kutschke  | RB Lipsia       |          |
| C        | Rainer Müller    | Magdeburgo      |          |
| C        | Denis Weidlich   | Rot-Weiß Erfurt |          |

### Sessione invernale
| Acquisti | Acquisti       | Acquisti | Acquisti |
| R.       | Nome           | da       | Modalità |
| -------- | -------------- | -------- | -------- |
| A        | Geir Herrem    | Bryne    |          |
| D        | Igor Jovanović | TPS      |          |

| Cessioni | Cessioni | Cessioni | Cessioni |
| R.       | Nome     | a        | Modalità |
| -------- | -------- | -------- | -------- |

## Risultati

### 3. Liga

#### Girone di andata
| Arbitro: | Dittrich |

|         |           |  |
| Paul 2’ | Marcatori |  |

| Arbitro: | Seemann |

|           |           |  |
| Menga 62’ | Marcatori |  |

| Arbitro: | Dankert |

|  |           |                 |
|  | Marcatori | 14’ (aut.) Paul |

| Arbitro: | Winkmann |

|  |           |                               |
|  | Marcatori | 41’ Stroh-Engel 68’ Makarenko |

| Arbitro: | Cortus |

|                                             |           |          |
| Müller 14’ (rig.) Stroh-Engel 33’ Evers 78’ | Marcatori | 13’ Barg |

| Arbitro: | Perl |

|                                           |           |                             |
| Weidlich 30’, 60’ Semmer 44’ Hauswald 90’ | Marcatori | 36’ (rig.) Müller 57’ Hahne |

| Arbitro: | Steinhaus-Webb |

|  |           |                                        |
|  | Marcatori | 9’ Ziegenbein 61’ von Walsleben-Schied |

| Arbitro: | Dietz |

|               |           |  |
| Steegmann 13’ | Marcatori |  |

| Arbitro: | Schriever |

|                     |           |  |
| Stroh-Engel 7’, 55’ | Marcatori |  |

| Arbitro: | Wingenbach |

|            |           |  |
| Tunjić 67’ | Marcatori |  |

| Arbitro: | Sönder |

|                    |           |           |
| Rathgeb 79’ (rig.) | Marcatori | 71’ Koçer |

| Arbitro: | Thomsen |

|  |           |                           |
|  | Marcatori | 49’ Burkhard 53’ Agyemang |

| Arbitro: | Cortus |

|                      |           |                 |
| Hesse 79’ Occéan 86’ | Marcatori | 29’ (rig.) Civa |

| Arbitro: | Petersen |

|  |           |                            |
|  | Marcatori | 5’, 68’ Kruppke 7’ Kumbela |

| Jena 6 novembre 2010, ore 14:00 CET 15ª giornata | Carl Zeiss Jena | 0 – 0 referto | Babelsberg | Ernst-Abbe-Sportfeld (4 114 spett.)\| Arbitro: \| Benedum \| |
| Arbitro:                                         | Benedum         |               |            |                                                              |

| Arbitro: | Achmüller |

|                                                 |           |                                      |
| Koçer 43’ Schütz 45’ Oumari 76’ Stroh-Engel 89’ | Marcatori | 5’, 66’ Mayer 71’ (rig.) Schnatterer |

| Arbitro: | Unger |

|  |           |               |
|  | Marcatori | 79’ Makarenko |

| Arbitro: | Beitinger |

|  |           |                         |
|  | Marcatori | 21’ Mann 90’ Schutzbach |

| Sandhausen 7 dicembre 2010, ore 18:00 CET 19ª giornata | Sandhausen | 0 – 0 referto | Babelsberg | Hardtwaldstadion (880 spett.)\| Arbitro: \| Metzen \| |
| Arbitro:                                               | Metzen     |               |            |                                                       |

#### Girone di ritorno
| Arbitro: | Dittrich |

|               |           |                         |
| Wohlfarth 50’ | Marcatori | 79’ Makarenko 90’ Koçer |

| Potsdam 22 gennaio 2011, ore 14:00 CET 20ª giornata | Babelsberg | 0 – 0 referto | Wehen Wiesbaden | Stadio Karl Liebknecht (1 839 spett.)\| Arbitro: \| Winkmann \| |
| Arbitro:                                            | Winkmann   |               |                 |                                                                 |

| Arbitro: | Siebert |

|                    |           |            |
| Schweinsteiger 67’ | Marcatori | 88’ Herrem |

| Arbitro: | Aarnink |

|                    |           |  |
| Fleßers 37’ (aut.) | Marcatori |  |

| Arbitro: | Valentin |

|                           |           |                       |
| Fink 13’, 25’ (rig.), 57’ | Marcatori | 17’ Koçer 90’ Hebisch |

| Arbitro: | Dietz |

|           |           |               |
| Herrem 7’ | Marcatori | 46’ Reichwein |

| Arbitro: | Petersen |

|                                       |           |  |
| Jänicke 10’ Wiemann 49’ Vujanović 90’ | Marcatori |  |

| Arbitro: | Blos |

|  |           |          |
|  | Marcatori | 12’ Hahn |

| Arbitro: | Kunzmann |

|               |           |  |
| Ronneburg 88’ | Marcatori |  |

| Arbitro: | Kampka |

|  |           |                                                 |
|  | Marcatori | 13’ (aut.) Paul 18’ Zillner 34’, 78’ Amachaibou |

| Arbitro: | Benedum |

|                                            |           |  |
| Koç 42’ Stroh-Engel 79’ (rig.) Hebisch 90’ | Marcatori |  |

| Arbitro: | Wingenbach |

|              |           |                         |
| Eberlein 48’ | Marcatori | 5’ Prochnow 64’ Hebisch |

| Arbitro: | Ittrich |

|                       |           |  |
| Koç 18’ Makarenko 62’ | Marcatori |  |

| Arbitro: | Cortus |

|                |           |             |
| Theuerkauf 41’ | Marcatori | 68’ Hebisch |

| Arbitro: | Osmers |

|                                         |           |                  |
| Koçer 11’, 41’ Makarenko 28’ Herrem 87’ | Marcatori | 52’ (rig.) Nikol |

| Arbitro: | Aarnink |

|           |           |               |
| Spann 43’ | Marcatori | 78’ Makarenko |

| Arbitro: | Weiner |

|            |           |          |
| Engler 88’ | Marcatori | 77’ Koch |

| Arbitro: | Sönder |

|                             |           |              |
| Stiefler 43’ Fuchs 55’, 90’ | Marcatori | 34’ Prochnow |

| Potsdam 14 maggio 2011, ore 13:30 CEST 38ª giornata | Babelsberg | 0 – 0 referto | Sandhausen | Stadio Karl Liebknecht (2 060 spett.)\| Arbitro: \| Beitinger \| |
| Arbitro:                                            | Beitinger  |               |            |                                                                  |

### Coppa di Germania
| Arbitro: | Grudzinski |

|                |           |                |
| Stroh-Engel 4’ | Marcatori | 21’, 25’ Cacau |

## Statistiche

### Statistiche di squadra
| Competizione      | Punti | In casa | In casa | In casa | In casa | In casa | In casa | In trasferta | In trasferta | In trasferta | In trasferta | In trasferta | In trasferta | Totale | Totale | Totale | Totale | Totale | Totale | DR |
| Competizione      | Punti | G       | V       | N       | P       | Gf      | Gs      | G            | V            | N            | P            | Gf           | Gs           | G      | V      | N      | P      | Gf     | Gs     | DR |
| ----------------- | ----- | ------- | ------- | ------- | ------- | ------- | ------- | ------------ | ------------ | ------------ | ------------ | ------------ | ------------ | ------ | ------ | ------ | ------ | ------ | ------ | -- |
| 3. Liga           | 46    | 19      | 8       | 4       | 7       | 22      | 22      | 19           | 4            | 6            | 9            | 17           | 25           | 38     | 12     | 10     | 16     | 39     | 47     | -8 |
| Coppa di Germania | -     | 1       | 0       | 0       | 1       | 1       | 2       | 0            | 0            | 0            | 0            | 0            | 0            | 1      | 0      | 0      | 1      | 1      | 2      | -1 |
| Totale            | 46    | 20      | 8       | 4       | 8       | 23      | 24      | 19           | 4            | 6            | 9            | 17           | 25           | 39     | 12     | 10     | 17     | 40     | 49     | -9 |

### Andamento in campionato
| Giornata  | 1 | 2  | 3  | 4 | 5 | 6 | 7  | 8  | 9  | 10 | 11 | 12 | 13 | 14 | 15 | 16 | 17 | 18 | 19 | 20 | 21 | 22 | 23 | 24 | 25 | 26 | 27 | 28 | 29 | 30 | 31 | 32 | 33 | 34 | 35 | 36 | 37 | 38 |
| --------- | - | -- | -- | - | - | - | -- | -- | -- | -- | -- | -- | -- | -- | -- | -- | -- | -- | -- | -- | -- | -- | -- | -- | -- | -- | -- | -- | -- | -- | -- | -- | -- | -- | -- | -- | -- | -- |
| Luogo     | C | T  | C  | T | C | T | C  | T  | C  | T  | T  | C  | T  | C  | T  | C  | T  | C  | T  | T  | C  | T  | C  | T  | C  | T  | C  | T  | C  | C  | T  | C  | T  | C  | T  | C  | T  | C  |
| Risultato | V | P  | P  | V | V | P | P  | P  | V  | P  | N  | P  | P  | P  | N  | V  | V  | P  | N  | V  | N  | N  | V  | P  | N  | P  | P  | P  | P  | V  | V  | V  | N  | V  | N  | N  | P  | N  |
| Posizione | 7 | 10 | 11 | 8 | 6 | 7 | 10 | 12 | 10 | 13 | 12 | 14 | 15 | 16 | 16 | 15 | 12 | 13 | 14 | 13 | 11 | 11 | 11 | 12 | 12 | 13 | 14 | 17 | 17 | 15 | 13 | 13 | 13 | 13 | 12 | 12 | 13 | 13 |

Legenda:

Luogo: C = Casa; T = Trasferta. Risultato: V = Vittoria; N = Pareggio; P = Sconfitta.

### Statistiche dei giocatori
| Giocatore      | 3. Liga  | 3. Liga | 3. Liga     | 3. Liga    | Coppa di Germania | Coppa di Germania | Coppa di Germania | Coppa di Germania | Totale   | Totale | Totale      | Totale     |
| Giocatore      | Presenze | Reti    | Ammonizioni | Espulsioni | Presenze          | Reti              | Ammonizioni       | Espulsioni        | Presenze | Reti   | Ammonizioni | Espulsioni |
| -------------- | -------- | ------- | ----------- | ---------- | ----------------- | ----------------- | ----------------- | ----------------- | -------- | ------ | ----------- | ---------- |
| O. Bayram      | 0        | 0       | 0           | 0          | 0                 | 0                 | 0                 | 0                 | 0        | 0      | 0           | 0          |
| A. Civa        | 29       | 1       | 4           | 0          | 1                 | 0                 | 0                 | 0                 | 30       | 1      | 4           | 0          |
| R. Engler      | 8        | 1       | 0           | 0          | 0                 | 0                 | 0                 | 0                 | 8        | 1      | 0           | 0          |
| Ü. Ergirdi     | 5        | 0       | 0           | 0          | 0                 | 0                 | 0                 | 0                 | 5        | 0      | 0           | 0          |
| K. Evers       | 25       | 1       | 5           | 0          | 1                 | 0                 | 0                 | 0                 | 26       | 1      | 5           | 0          |
| H. Hahne       | 23       | 1       | 3           | 1          | 1                 | 0                 | 0                 | 0                 | 24       | 1      | 3           | 1          |
| N. Hebisch     | 24       | 4       | 5           | 0          | 1                 | 0                 | 0                 | 0                 | 25       | 4      | 5           | 0          |
| G. Herrem      | 16       | 3       | 0           | 0          | 0                 | 0                 | 0                 | 0                 | 16       | 3      | 0           | 0          |
| M. Hoffmann    | 24       | 0       | 2           | 0          | 1                 | 0                 | 1                 | 0                 | 25       | 0      | 3           | 0          |
| I. Jovanovic   | 18       | 0       | 3           | 0          | 0                 | 0                 | 0                 | 0                 | 18       | 0      | 3           | 0          |
| S. Koç         | 26       | 2       | 1           | 1          | 1                 | 0                 | 0                 | 0                 | 27       | 2      | 1           | 1          |
| G. Koçer       | 35       | 6       | 5           | 0          | 1                 | 0                 | 0                 | 0                 | 36       | 6      | 5           | 0          |
| A. Makarenko   | 32       | 6       | 3           | 0          | 1                 | 0                 | 0                 | 0                 | 33       | 6      | 3           | 0          |
| A. Müller      | 34       | 2       | 7           | 0          | 1                 | 0                 | 0                 | 0                 | 35       | 2      | 7           | 0          |
| J. Oumari      | 27       | 1       | 4           | 1          | 0                 | 0                 | 0                 | 0                 | 27       | 1      | 4           | 1          |
| R. Paul        | 28       | 1       | 6           | 0          | 1                 | 0                 | 0                 | 0                 | 29       | 1      | 6           | 0          |
| J. Prochnow    | 27       | 2       | 3           | 1          | 0                 | 0                 | 0                 | 0                 | 27       | 2      | 3           | 1          |
| S. Rauch       | 1        | 0       | 0           | 0          | 0                 | 0                 | 0                 | 0                 | 1        | 0      | 0           | 0          |
| M. Rudolph     | 20       | 0       | 3           | 1          | 0                 | 0                 | 0                 | 0                 | 20       | 0      | 3           | 1          |
| T. Schütz      | 36       | 1       | 6           | 0          | 1                 | 0                 | 0                 | 0                 | 37       | 1      | 6           | 0          |
| D. Stroh-Engel | 35       | 6       | 4           | 0          | 1                 | 1                 | 0                 | 0                 | 36       | 7      | 4           | 0          |
| R. Surma       | 19       | 0       | 3           | 2          | 1                 | 0                 | 1                 | 0                 | 20       | 0      | 4           | 2          |
| M. Unger       | 38       | 0       | 0           | 0          | 1                 | 0                 | 0                 | 0                 | 39       | 0      | 0           | 0          |
| D. Zacher      | 0        | 0       | 0           | 0          | 0                 | 0                 | 0                 | 0                 | 0        | 0      | 0           | 0          |